# Kurt Seiffert
Armin Kurt Seiffert (* 21. Dezember 1935 in Detroit) ist ein ehemaliger amerikanischer Steuermann im Rudern.
Bei den Olympischen Spielen 1956 in Melbourne gewann der Zweier mit Steuermann aus den Vereinigten Staaten in der Besetzung Arthur Ayrault, Conn Findlay und Kurt Seiffert den Vorlauf mit etwa einer Sekunde Vorsprung vor den Polen. Im Halbfinale siegten das deutsche Boot mit Karl-Heinrich von Groddeck, Horst Arndt und Rainer Borkowsky ebenfalls mit einer Sekunde Vorsprung vor den Amerikanern. Das Finale gewannen Ayrault, Findlay und Seiffert mit drei Sekunden Vorsprung vor den Deutschen, dahinter erhielt das Boot aus der Sowjetunion die Bronzemedaille vor den Polen.
Vier Jahre später bei den Olympischen Spielen 1960 in Rom trat Seiffert zusammen mit Chuck Alm, Roy Rubin, Monte Stocker und Mike Yonker im Vierer mit Steuermann an. Im Vorlauf belegten die Amerikaner den zweiten Platz hinter dem Boot aus der Tschechoslowakei, anschließend gewannen sie ihren Hoffnungslauf. Mit einem vierten Platz im Halbfinale verpassten die Amerikaner den Finaleinzug.
Der 1,70 m große Kurt Seiffert studierte an der Stanford University und war dort in den Jahren 1955 bis 1957 als Steuermann in den verschiedenen Ruderteams aktiv. Nach seiner Graduierung steuerte er mehrere Jahre die Boote des Lake Washington Rowing Club in Seattle. Nach den Olympischen Spielen 1960 nahm er ein Medizinstudium an der University of Michigan auf, das er 1964 erfolgreich abschloss. Seiffert war dann als Neurologe tätig.